# Ophiura anoidea
Ophiura anoidea is een slangster uit de familie Ophiuridae.
De wetenschappelijke naam van de soort werd in 1923 gepubliceerd door Hubert Lyman Clark.